# 吉武長一
吉武 長一（よしたけ ちょういち、1879年（明治12年）8月7日 - 1953年（昭和28年））は、日本の建築家。旧村井銀行本支店や教会建築などの作品で知られる。

## 経歴
山口県佐波郡牟礼村（現・防府市）生まれ。アメリカに渡り、ペンシルバニア・テクニカルカレッジで建築を学んだ。1909年（明治42年）4月に帰国し、海軍省嘱託。翌年、村井銀行建築部長となる。1913年（大正2年）に独立し、吉武建築事務所を開設。
村井銀行やメソジスト系の教会建築などを多く手掛けている。「村井家のお抱え建築家的存在」とも言われる。
1915年には帝国ホテルの新築計画に関わっており、F.L.ライトが送ってきた設計図を検討し、12月に支配人の林愛作がアメリカに出張する際も同行している。
また、田園調布の駅前広場を設計したとされ、自宅も田園調布にあった。

## 代表作品

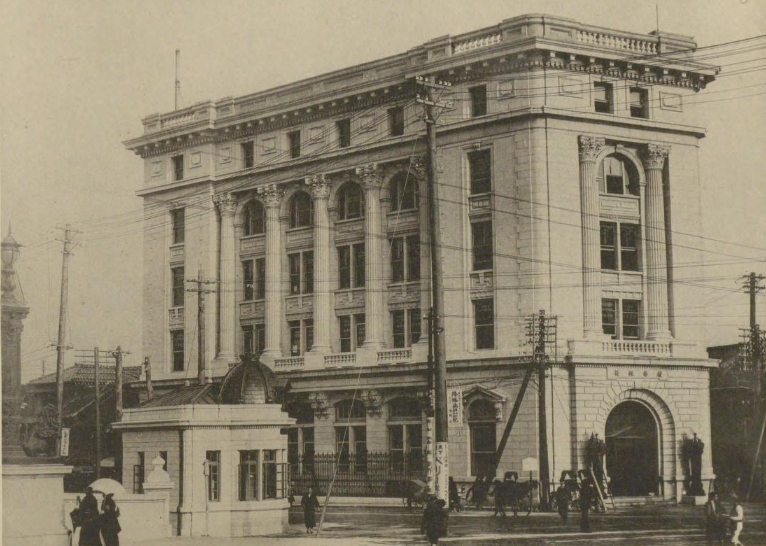
村井銀行。東京日本橋。1913年竣工

- 銀座教会（東京銀座、1912）- 関東大震災で焼失。
- 村井銀行本店（東京日本橋、1913）- 1970年代に取壊し。跡地の日本橋御幸ビルに円柱、ペディメントなどの部材が保存されていた。
- 村井銀行七条支店（1914）- 現・きょうと和み館SECONDHOUSE西洞院店
- 村井邸洋館（東京永田町、1916）- 後に移築し、日仏会館になった。現存しない。
- 安藤記念教会（東京元麻布、1917）- 大谷石とステンドグラスが特徴的。東京都選定歴史的建造物。
- 村井銀行神戸支店（1920）- 後に日産ビル、1991年の阪神・淡路大震災で被災し、取壊し。
- 村井銀行祇園支店（1924）- 現・キャンディ・ショータイム（CANDY SHOW TIME）
- 村井銀行五条支店（1924）- 現・京都中央信用金庫東五条支店
- ハリス記念鎌倉メソジスト教会（1926）- 現・日本基督教団鎌倉聖ミカエル教会聖堂
- 田園調布駅前広場

## 論述
- 桑港に於けるコンクリート建築構造（建築雑誌256号、1908.4）- サンフランシスコから日本の建築雑誌に寄稿したもの。サンフランシスコ地震（1906年）の後、（10階建以下では）鉄骨造より鉄筋コンクリート造のビルディングが増えてきたと報告している。